# مارسيل رومان
مارسيل رومان (بالإسبانية: Marcel Román)‏ (7 فبراير 1988 بمونتفيدو في الأوروغواي - ) هو لاعب كرة قدم أوروغواني في مركز الوسط. شارك مع منتخب الأوروغواي تحت 17 سنة لكرة القدم ومنتخب الأوروغواي تحت 20 سنة لكرة القدم. أما مع النوادي، فقد لعب مع بنيارول وبيلا فيستا ورامبلا جونيورز ونادي جنوى ونادي دانوبيو ونادي فروسينوني والتانك سيلي وأورينتي بيتروليرو وG.S. Iraklis Thessaloniki ‏ ونادي براتو ونادي إيراكليس ونادي سيرو.

## وصلات خارجية
- مارسيل رومان على موقع الاتحاد الدولي (مؤرشف)  (الإنجليزية)
- مارسيل رومان على موقع قاعدة بيانات كرة القدم.إي يو (الإنجليزية)
- مارسيل رومان على موقع Soccerway.com (الإنجليزية)
- مارسيل رومان على موقع عالم كرة القدم.نت (الإنجليزية)